# 徳島市天狗久資料館
徳島市天狗久資料館（とくしましてんぐひさしりょうかん）は、徳島県徳島市国府町和田にある人形師・天狗久に関する博物館。天狗久は明治から昭和にかけて、阿波人形浄瑠璃の隆盛を支えた人形師。こくふ街角博物館に指定されている。
初代及び三代目・天狗久の旧工房の公開及び国の重要有形民俗文化財である天狗久関係の資料を保管。
昭和16年（1941年）に制作された天狗久の記録映画「阿波の木偶」も上映している。

## 基礎データ

### 開館時間
- 9：30～16：00

### 休館日
- 月曜日、火曜日、水曜日（祝日を除く）
- 12月25日～1月5日

### 入場料
- 無料

### 文化財
重要有形民俗文化財（国指定）
- 阿波人形師（天狗屋）の製作用具及び製品 （附 販売関係資料）1,107点、附51点

徳島県指定重要有形民俗文化財
- 天狗久旧工房及び製作用具、製品並びに生活関連資料 1棟（旧工房）及び用具272点、製品726点、資料一式

## アクセス
鉄道
JR府中駅より徒歩15分。
バス
徳島市営バス「和田北」下車徒歩3分。
自動車
徳島自動車道藍住インターチェンジより15分。